# Taphaeus
Cet article possède un paronyme, voir Typhaeus.
Genre
Taphaeus est un genre d'insectes hyménoptères de la famille des Braconidés.

## Classification
Le genre Taphaeus est créé en 1835 par l'entomologiste belge Constantin Wesmael (1798-1872),.

## Liste d'espèces
Selon BioLib (14 décembre 2022) :
- Taphaeus californicus (Rohwer, 1917)
- Taphaeus hiator (Thunberg, 1822)
- Taphaeus neoclyti (Rohwer, 1917)
- Taphaeus robiginosus Papp, 2003
- Taphaeus rufocephalus (Telenga, 1950)

## Espèces fossiles
Selon Paleobiology Database en 2022, quatre espèces fossiles sont référencées :
- †Taphaeus cervicalis Cockerell, 1921 avec un synonyme Sigalphus cervicalis
- †Taphaeus longicornis Statz, 1936 avec un synonyme Aspicolpus longicornis
- †Taphaeus praecox Brues, 1923
- †Taphaeus verus Théobald, 1937 avec un synonyme Diospilus verus Théobald, 1937[4].

### Publication originale
- [1835] Constantin Wesmael, « Monographie des Braconides de Belgique », Nouveaux Mémoires de l’Académie Royale des Sciences et Belles-lettres Bruxelles, vol. 9,‎ 1835, p. 1–252.